# The Hoopers
THE HOOPERS ザ・フーパーズ pronunciado como (Fupazu) Es un grupo japonés juvenil de 8 chicas vestidas como chicos lindos Tomboys del género JPOP activos desde 2014. Se separaron el 25 de enero de 2019 con un concierto en Kanda Myojin Hall. 

## Historia
- Entre otoño e invierno del año 2013 se llevaron a cabo cerca de 5000 audiciones para encontrar siete chicas que formaran el grupo de "the Hoopers" y 5 chicas más para formar su grupo hermano Axell con el fin de ser grupos hermanos del grupo Fudanjuku.
- EL 2 de mayo de 2014, The hoopers se dio a conocer por primera vez en la televisión por Internet "Ikesuta".
- El 4 de marzo de 2015, sigma universal lanzó su debut y primer sencillo "Itoshi Koishi kimi Koishi"(イトシコイシ君恋シ) el cual se posicionó durante su primera semana en el lugar número 16 del oricon de marzo.
- El 6 de julio de 2015, Se anunció que la integrante Yuhi iba a tomarse un descanso de 4 meses debido a una gastroenteritis inducida por el estrés, mientras tanto, Cecil del grupo hermano Axell la remplazó.
- El 29 de septiembre de 2015, se anunció que Yuhi regresaría a sus actividades con el grupo el 15 de noviembre de 2015 y que Cecil quien la había remplazado, se haría miembro oficial del grupo, convirtiendo a THE HOOPERS en un grupo de 8 integrantes.
- El 11 de agosto de, 2016, en "Kyun -Fes.2016", se anunciaron a las 6 miembros elegidas en el "IKEMEN AUDITION 2015" para formar el grupo "little hoop" el cual es un grupo aprendiz de THE HOOPERS.
- El 3 de septiembre de, 2016, Se presentaron en Taiwán para el "East Asia Music Festival". Su primera actuación en el extranjero.
- El 28 de septiembre del 2016, fue lanzado su primero disco con el título de "Fantasía".
- El 26 y 27 de noviembre de 2016 se presentaron en el evento "HYPER JAPÓN" en Londres. Siendo su segunda actuación en el extranjero.
- El 18 de febrero del 2017 se anunció que sus miembros Yuhi y Mizuki, se graduarían el 4 de mayo de 2017.
- El 18 de marzo de 2017 se llevó a cabo la primera gira "TOUR 2017 FANTASIA" en Japón.
- El 4 de mayo de 2017 se llevó a cabo oficialmente la graduación de Yuhi y Mizuki, mediante un evento en el cual también se presentó una nueva canción titulada "Life is beautiful". Así mismo, se anunció que el 26 de junio de 2017 se darían a conocer las 2 nuevas miembros del grupo.
- Recientemente se anunció su tercer presentación en el extranjero, la cual será dad en París los días 6-9 julio en el evento "Japan Expo de París 2017".

## Descripción
The hoopers es un grupo de 8 chicas vestidas como chicos lindos hermanos del grupo Fudanjuku. 
Ellas llevan el estilo tomboy vistiendo y actuando como chicos y representa cada una un aro y por lo tanto una función específica en el grupo. Este grupo además de estar capacitado para el canto y el baile, se caracteriza por hacer volteretas y acrobacias durante sus presentaciones, así como, fanservice.
El grupo está enfocado para las chicas adolescentes, siendo un homenaje juvenil para las nuevas generaciones de amantes del Takarazuka Revue.

## Miembros
| Nombre real                | Nombre artístico | Fecha de nacimiento     | Tipo/ Sangre | Edad | Lugar de Nacimiento    | Estatura | Rol               | Observación |
| -------------------------- | ---------------- | ----------------------- | ------------ | ---- | ---------------------- | -------- | ----------------- | --- |
| Masuda kurumi 増田胡桃     | MIRAI 未来       | 6 de junio de 1994      | A            | 22   | Tokio                  | 166 cm   | Voz principal     | Atractiva y Buen canto. Color Blanco.                                                                                       |
| Mitsuhashi Nanami 三橋奈波 | SENA 星波        | 1 de septiembre de 1995 | O            | 21   | Prefectura de Kanagawa | 158 cm   | Mc acrobacias.    | Antiguo nombre artístico: YAH exmiembro del grupo “Secret Girl”. Es flexible y experta en saltos mortales. Color: Amarillo. |
| Tsuno Misato 津野美里      | TSUBASA つばさ   | 18 de mayo de 1994      | O            | 21   | Tokio                  | 157 cm   | Bailarín y rapera | Antiguamente llevaba el cabello de hongo. Es la encargada del rap. Color: Rojo.                                             |
| Nomura Hazuki 野村葉月     | HARUKI 陽稀      | 26 de noviembre de 1994 | A            | 22   | Prefectura de Aichi    | 163 cm   | Moda y danza      | Lleva un estilo parecido al visual kei. Es la “bad boy” del grupo. Modelo de la revista KERA. Color: Azul.                  |
| Satou kotona 佐藤琴菜      | MAKOTO 麻琴      | 21 de mayo de 1991      | O            | 25   | Prefectura de Kanagawa | 158 cm   | Líder y acróbata  | Gran fan de Yokohama baystars. Antiguamente reportera en zonas rurales. Color: Rosa.                                        |
| Chinami Sakamoto 坂本千菜  | Cecíl 千知       | 7 de febrero de 1997    | B            | 20   | Kyoto                  | 163 cm   | Miembro reciente  | Miembro Oficial desde el 15 de noviembre de 2015. También es miembro de Axell. Gran fan del Takarazuka Revue Color: Verde.  |

## Ex- Miembros.
| Nombre real              | Nombre artistíco | Fecha de Nacimiento | Edad | Lugar de nacimiento | Tipo de sangre | Estatura | Rol                                      | Observaciones                                                            | Salida |
| ------------------------ | ---------------- | ------------------- | ---- | ------------------- | -------------- | -------- | ---------------------------------------- | ------------------------------------------------------------------------ | --- |
| Nakamura Mizuki 中村泉貴 | Mizuki 泉貴      | 27 de abril de 1992 | 25   | Tokio               | A              | 160 cm   | Amante. Encargada de juegos de fantasía. | Beso “Mizukissu” característico. Romántico.                              | Mizuki se graduó oficialmente él 4 de mayo de 2017, para seguir una vida de civil lejos de la vida de ídol.                                 |
| Miyaji Yukiko 宮地佑季子 | YUHI 佑妃        | 3 de marzo de 1994  | 23   | Prefectura de Saga  | A              | 160 cm   | Sublíder. Puente invertido.              | Confundida comúnmente con un extranjero por su apariencia. Muy graciosa. | Yuhi se graduó oficialmente él 4 de mayo de 2017, por razones de salud, después de haber estado luchando con Gastroenteritis desde él 2015. |
|                          |                  |                     |      |                     |                |          |                                          |                                                                          | |

## Discografía
Single´s.
| Fecha de lanzamiento.   | Título.                      | TOP |
| ----------------------- | ---------------------------- | --- |
| 4 de marzo de 2015      | Itoshi koishi kimi koishi    | #16 |
| 3 de junio de 2015      | Ame wo Oikakete              | #12 |
| 26 de agosto de 2015    | GO! GO! Dance ga tomaranai   | #14 |
| 16 de diciembre de 2015 | Jounetsu ha kareha no you ni | #6  |
| 11 de mayo de 2016      | Love Hunter                  | #8  |
| 22 de febrero de 2017   | Shirotsumekusa               | #13 |

## Álbum
| Fecha de lanzamiento     | Título   | TOP Oricon Weekly |
| ------------------------ | -------- | ----------------- |
| 28 de septiembre de 2016 | FANTASIA | #15               |

## Curiosidades
Originalmente la mayoría de los miembros tenían el cabello largo (Sena, Mizuki, Makoto y yuhi), pero se les cortó debido a que era parte de las condiciones para formar parte del grupo. Yuhi fue quien entristeció cuando fue su turno, pues llevaba 5 años sin cortárselo, por otra parte Mizuki reaccionó emocionada al punto de que fue ella misma quien se cortó el pelo.
Se sabe que Makoto la miembro mayor estudio 4 años en la universidad femenina de Tokio kasei en la facultad de humanidades. Mizuki estudio en la Universidad Femenina Kyōritsu y Mirai se graduó en el departamento de música en el 2015 del Instituto de Tecnología de Japón, mientras que Sena estudio solo hasta bachillerato.